# Radfordiella
Genre
Radfordiella est un genre d'acariens de la famille des Macronyssidae. Les six espèces décrites de ce genre parasitent les chauves-souris de la famille des Phyllostomidae, et les protonymphes vivent dans la cavité buccale de leurs hôtes.

## Taxinomie
Le genre est décrit en 1948 par l'acarologiste brésilien Flavio da Fonseca, et nommé en l'honneur de Charles D. Radford, alors acarologiste au Musée d'histoire naturelle de Londres. Il comprend six espèces décrites :
- Radfordiella anourae Radovsky, Jones & Phillips, 1971[1]
- Radfordiella carolliae Radovsky, 1967[2]
- Radfordiella desmodi Radovsky, 1967[2]
- Radfordiella monophylli Radovsky, Jones & Phillips, 1971[1]
- Radfordiella oricola Radovsky, Jones & Phillips, 1971[1]
- Radfordiella oudemansi Fonseca, 1948[3]